# شاخص قیمت

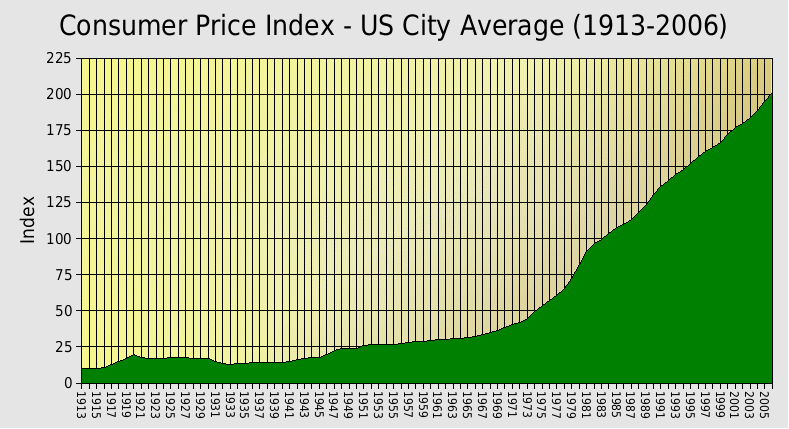
شاخص قیمت

شاخص قیمت یا شاخص بها (به انگلیسی: Price index) متغیری در اقتصاد است که تحولات قیمت را بر مبنای یک سال پایه نشان می‌دهد.

## انواع
شاخص قیمت به طریق گوناگون محاسبه می‌گردد که بسته به طریقه محاسبه آن به دسته‌های زیر تقسیم می‌گردد:
- شاخص بهای مصرف‌کننده (CPI)
- شاخص بهای تولیدکننده (PPI)
- شاخص بهای کالاهای صادراتی (XPI)
- شاخص بهای کالاهای وارداتی (MPI)
- شاخص بهای خرده‌فروشی (RPI)
- شاخص بهای عمده‌فروشی (WPI)
- شاخص بهای هسته‌ای (COPI): با کنار گذاشتن قیمت کالاهایی که تغییرات بسیار شدید دارند محاسبه می‌شود.

## روش‌های محاسبهٔ شاخص قیمت
دو روش اصلی برای محاسبهٔ شاخص قیمت وجود دارد. یکی شاخص لاسپیرز (Laspeyres) و دیگری شاخص پاشه (Paasche) است.
محاسبهٔ شاخص لاسپیرز به این شکل است:
{\displaystyle P_{L}={\frac {\sum p_{t}q_{0}}{\sum p_{0}q_{0}}},}
و محاسبهٔ شاخص پاشه به این صورت است:
{\displaystyle P_{P}={\frac {\sum p_{t}q_{t}}{\sum p_{0}q_{t}}},}
که در آن‌ها {\displaystyle p_{0}} و {\displaystyle q_{0}} قیمت و مقدار در سال پایه را نشان می‌دهند در حالیکه {\displaystyle p_{t}} و {\displaystyle q_{t}} قیمت و مقدار را در سال مورد بررسی t هستند. اما باید دقت شود که این شاخص‌ها دارای محدودیت‌هایی می‌باشند از جمله نقاط ضعف این دو شاخص این است که سطح عمومی قیمت‌ها را غیرواقعی نشان می‌دهند شاخص پاشه کمتر از واقع و شاخص لاسپیرز بیش از واقع نشان می‌دهد.